# Banane plantain
Pour les articles homonymes, voir Plantain et Banane (homonymie).

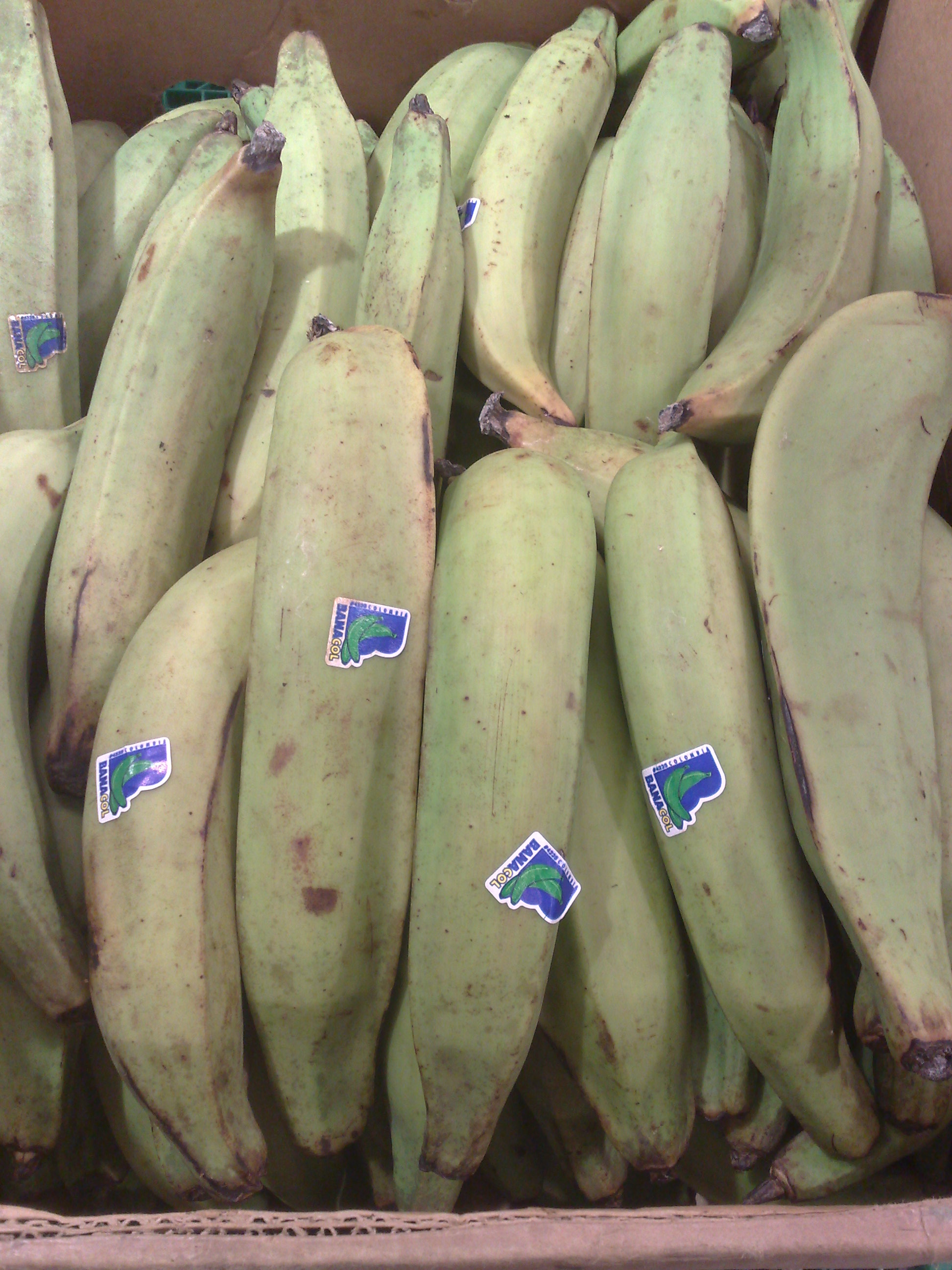
Banane plantain.

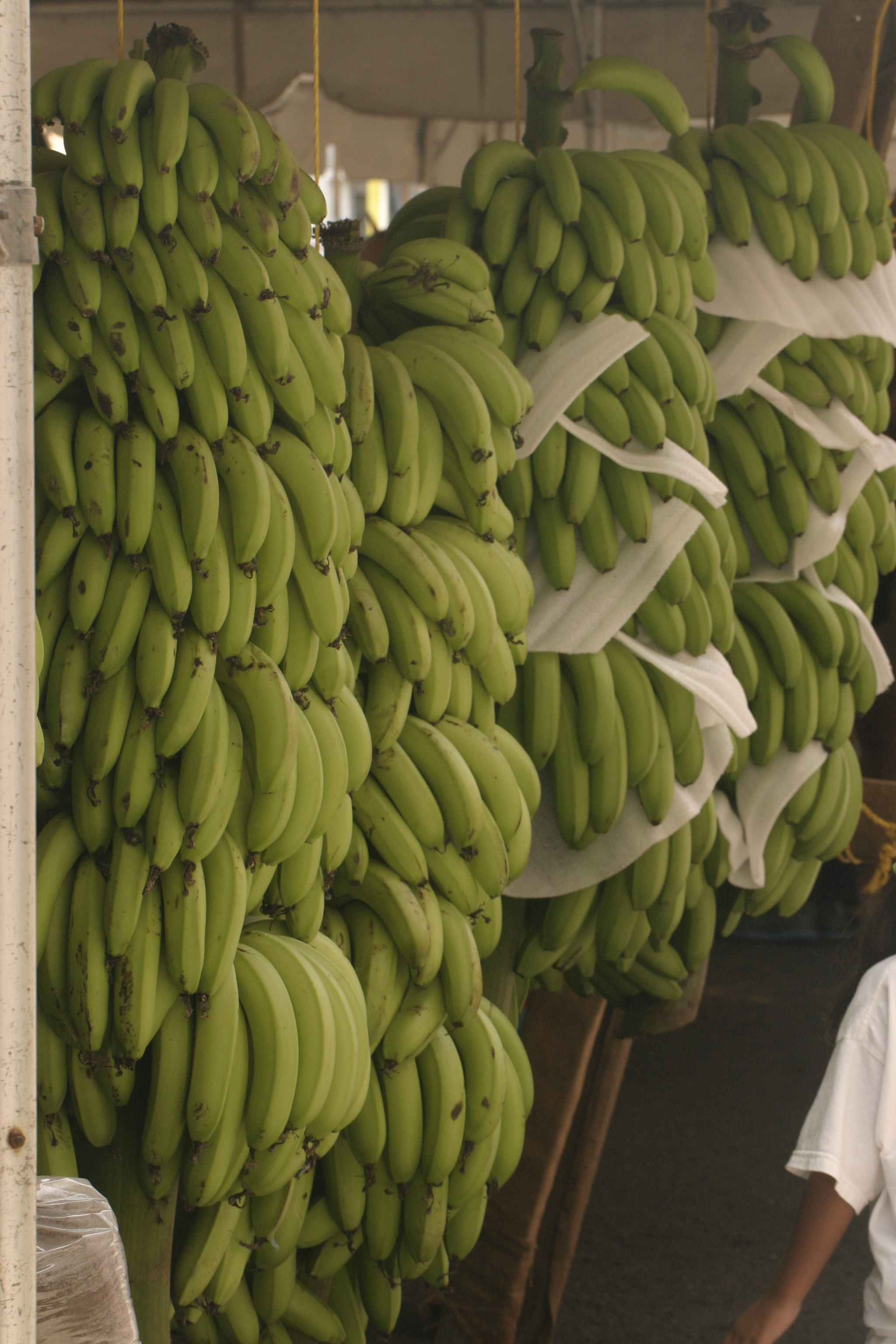
Gros régime de banane plantain.

Les bananes plantains sont un groupe de cultivars de bananiers. Ce sont des féculents du genre Musa qui  sont mangés cuits.
La banane plantain est un aliment de base, majeur en Afrique occidentale et centrale, dans les îles des Caraïbes, en Amérique centrale et dans certains pays d’Amérique du Sud. Le genre Musa est indigène des régions tropicales d’Asie du Sud-Est et d’Océanie. La banane fructifie toute l’année, ce qui en fait un aliment de base en toute saison.
La banane plantain est simplement appelée « plantain » en Afrique. Ce fruit, consommé comme un féculent, prend divers noms selon le lieu géographique : « banane cochon » dans certaines régions, « banane farine » ou « banane jaune » dans les Antilles, « banane poingo » en Nouvelle-Calédonie, ou encore « banane à cuire »,,,,.
La banane plantain a une saveur relativement neutre et une texture douce une fois cuite ; elle peut être consommée crue ; mais elle est le plus souvent préparée frite, bouillie, en alloco quand la banane mûrit ou parfois transformée en farine ou en pâte.

## Origine
La banane plantain est originaire d'Asie et circule vers l'Afrique de l'Est par l'intermédiaire d'échanges transocéaniques dans le courant du IIIe millénaire avant notre ère. Le plantain se diffuse vers l'Afrique de l'ouest vers le milieu du Ier millénaire. Les premiers phytolithes de bananiers identifiés au Cameroun remontent à cette période et la génétique permet de situer l'origine du plantain entre Java et la Nouvelle-Guinée.

## Vocabulaire
En Afrique et dans l'île de Tenerife, on parlait autrefois de platane pour désigner le bananier, et le fruit continue de s'appeler platano en espagnol ; ainsi, dans la relation qu'il fait de sa visite de l'île de Tenerife, Jean-Baptiste Gaby, en 1689 explique que « les bananes sont les fruits de l'arbre Platane. Ils entroient pour lors dans leur maturité ; c'est un fruit de la grosseur et longueur de nos petits concombres, il est d'un goût fort douceâtre & un peu sauvage, quand on n'y est pas accoûtumé. Les espagnols y voient, disent-ils, au milieu l'image d'un crucifix, quand on les coupe en biaisant ; les plus crédules de nos françois pensoient l'y voir : mais quelque soin que nous prission à l'examiner, nous en pûmes jamais l'y voir ».
De nombreuses bananes à cuire sont appelées plantains (/ˈplæntɪn/, /plænˈteɪn/, /ˈplɑːntɪn/) ou « bananes vertes ». Dans l'usage botanique, le terme « plantain » est utilisé uniquement pour les vrais plantains, tandis que d'autres cultivars féculents utilisés pour la cuisson sont appelés « bananes à cuire ». Les vrais plantains sont des cultivars à cuire appartenant au groupe AAB, tandis que la banane plantain est tout cultivar à cuire appartenant aux groupes AAB, AAA, ABB ou BBB. Le nom scientifique actuellement accepté pour tous ces cultivars de ces groupes est Musa × paradisiaca. Banane Fe'i (Musa × troglodytarum) des îles du Pacifique sont souvent consommées rôties ou bouillies, et sont donc officieusement appelées « plantains de montagne », mais elles n'appartiennent à aucune des espèces dont descendent tous les cultivars de bananiers modernes.

## Description
Les bananes plantains contiennent plus d'amidon et moins de sucre que la banane dessert. Elles sont donc généralement cuites ou transformées avant d'être consommées. Elles sont généralement bouillies ou frites lorsqu'elles sont consommés vertes, et elles peuvent être transformées en farine et en produits de boulangerie tels que des gâteaux, du pain et des crêpes. Les bananes plantains vertes peuvent également être bouillies et réduites en purée, puis utilisées comme épaississant pour la soupe. La pulpe du plantain vert est généralement dure, la peau étant souvent si rigide qu'elle doit être coupée avec un couteau pour être retirée.

## Utilisation

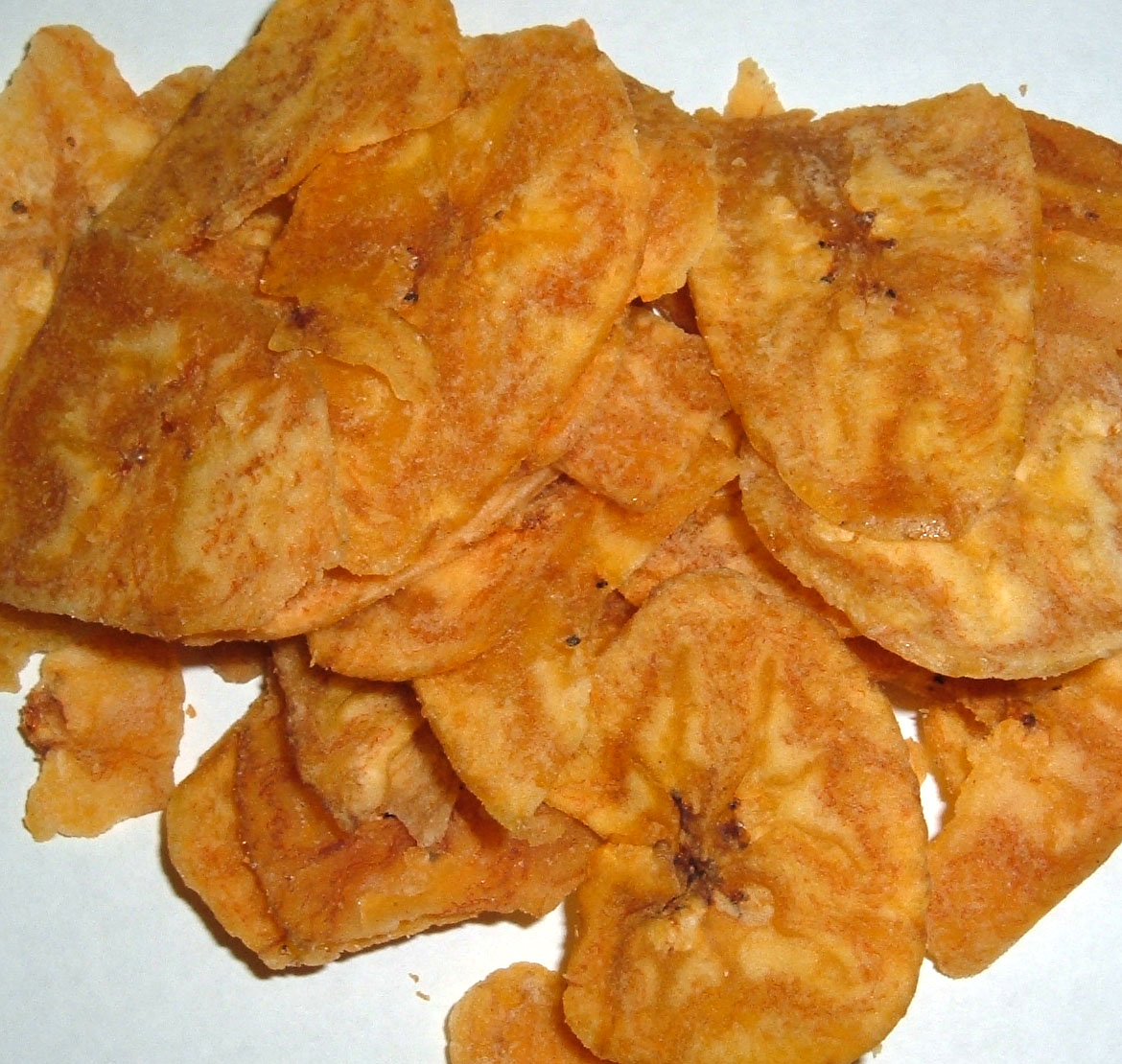
Chips de plantain.

La banane plantain est généralement plus grosse et plus longue que la banane dessert et sa chair est parfois légèrement rosée et relativement pauvre en sucre mais beaucoup plus riche en amidon, ce qui la rend plus ferme et lui confère une bonne tenue à la cuisson. Sa peau est aussi plus verdâtre. Bien que tout aussi savoureuses crues que les bananes dessert[réf. nécessaire], la chair des plantains est plus ferme et il est plutôt d'usage de les consommer cuites car elles ne s'effondrent pas à la cuisson et sont le féculent qui accompagne les  viandes, poulets et poissons.
En Afrique subsaharienne, la banane plantain est le plus souvent consommée à maturité, bouillie, grillée ou frite. Cuisinée avant complète maturité, elle est à ce stade plus ferme et moins sucrée avec une texture assez proche des tubercules farineux. Elle est  blanchie (passée à l'eau bouillante salée) pour  en faciliter l’épluchage, puis, comme la pomme de terre, elle est frite ou cuite en   ragoût. Elle peut être servie entière ou en purée, frite à l'huile (elle est alors appelée alloco en Côte d'Ivoire) coupée dans sa longueur ou en tranches fines comme des chips, enfilée sur une brochette, en petits cylindres alternés avec des petits cubes de viande, etc. On peut également la frire dans l'huile après l'avoir pilée et mélangée avec un peu de farine, cela donne du claclo. Elle peut aussi être découpée en lamelles et séchée, avec un peu de sel.
En Amazonie péruvienne, la banane plantain accompagne de nombreux plats, notamment elle intervient dans la préparation du fameux « tacaxo » qui consiste à cuisiner les bananes vertes, pour ensuite en faire une purée, la mélanger avec des légumes et de la viande, et la pétrir en une délicieuse « boule ».
La plantain entre aussi dans la composition du foutou banane ivoirien et de la potée antillaise.
En Amérique latine, la banane plantain verte est  utilisée sous forme de patacón, aussi appelée tostón. La recette consiste à frire  la banane plantain une première fois, puis à l'aplatir et pour finir de la frire en un second bain.

## Génétique
La plupart des bananes plantains sont du groupe AAB, AAA, ABB ou BBB. Botaniquement, le plantain n'est pas une espèce différente de la banane dessert mais seulement un cultigroupe.

## Production
Malgré son adaptation à des écosystèmes variés et son potentiel élevé de production, la production de bananier plantain reste une culture marginale[réf. nécessaire], notamment à cause de l’indisponibilité de matériel végétal de bonne qualité et de l’utilisation fréquente de mauvais rejets. La production de la banane plantain peut durer de 12 à 15 mois de la multiplication des rejets à la récolte. Toutefois, plusieurs techniques de production intensive ont été mises au point, telles que la culture in vitro et le plant issu des fragments de tige (PIF) qui permettent de produire de très nombreux rejets sains en trois mois.

## Galerie

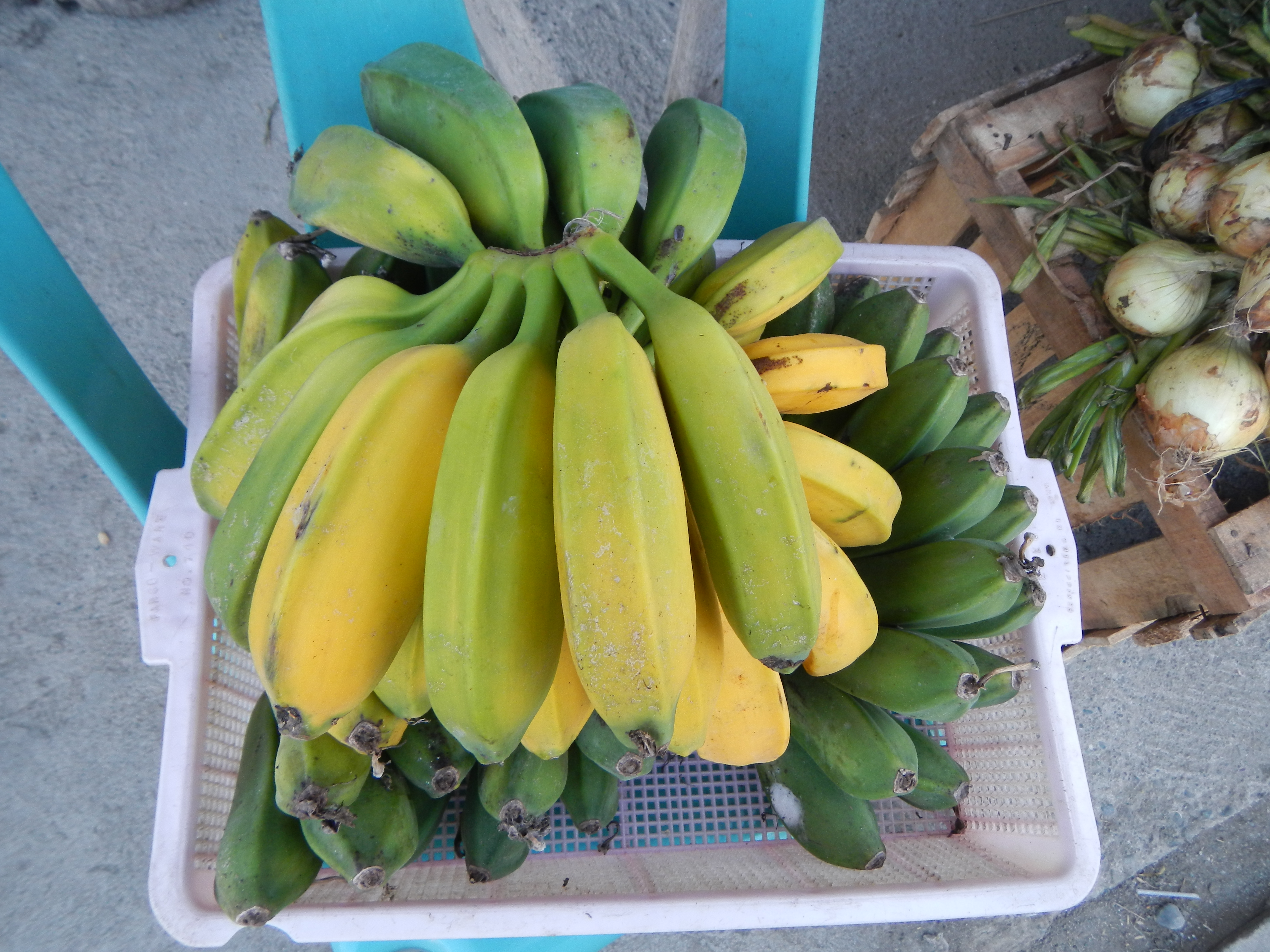
Banane Saba – Musa 'Saba' (Groupe ABB).
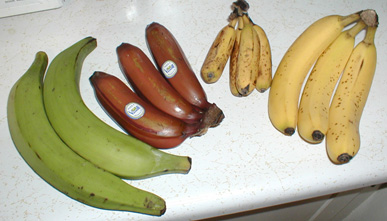
De gauche à droite : plantain, banane rouge, banane pomme et banane Cavendish.
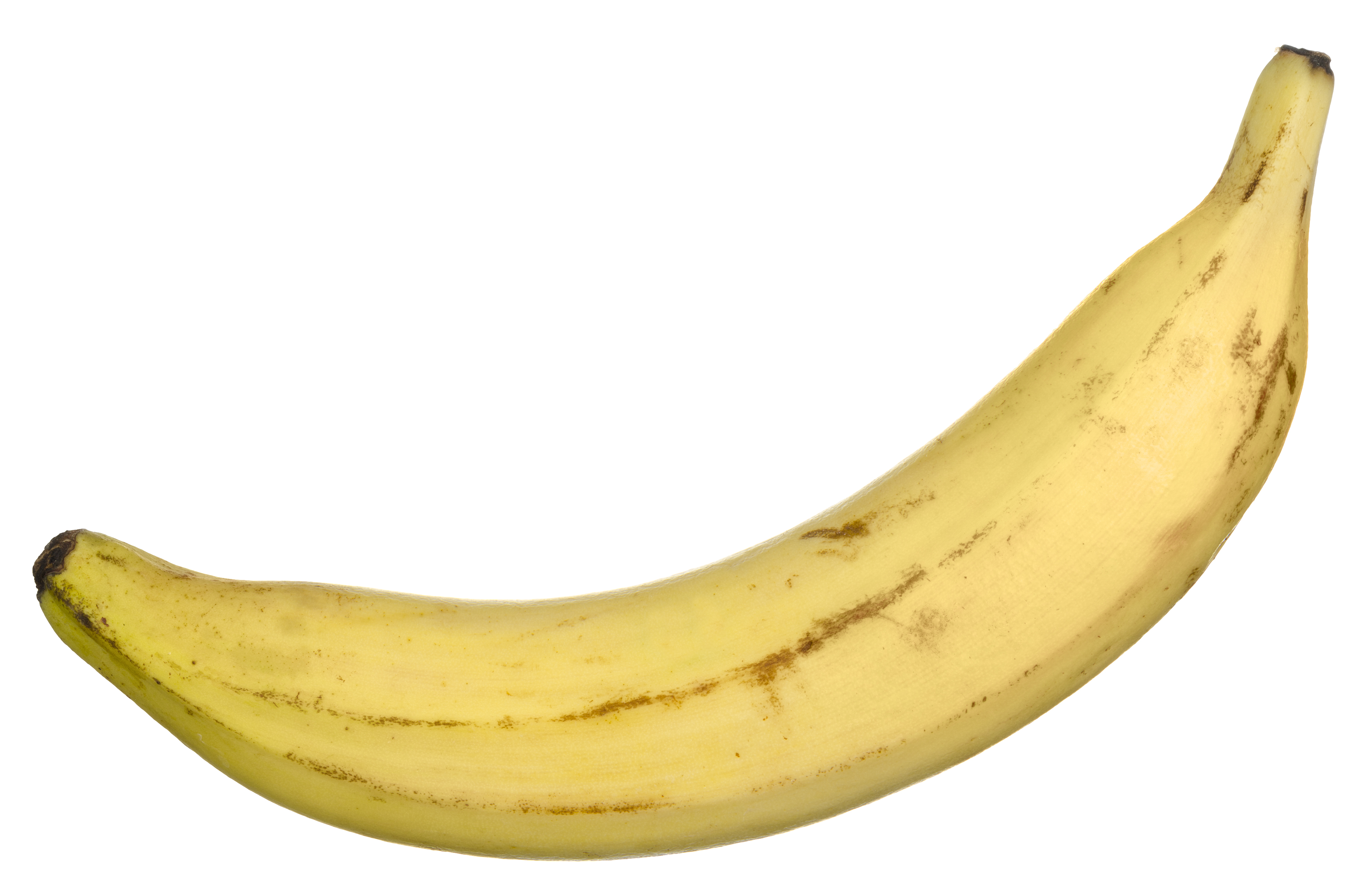
Plantains mûrs.
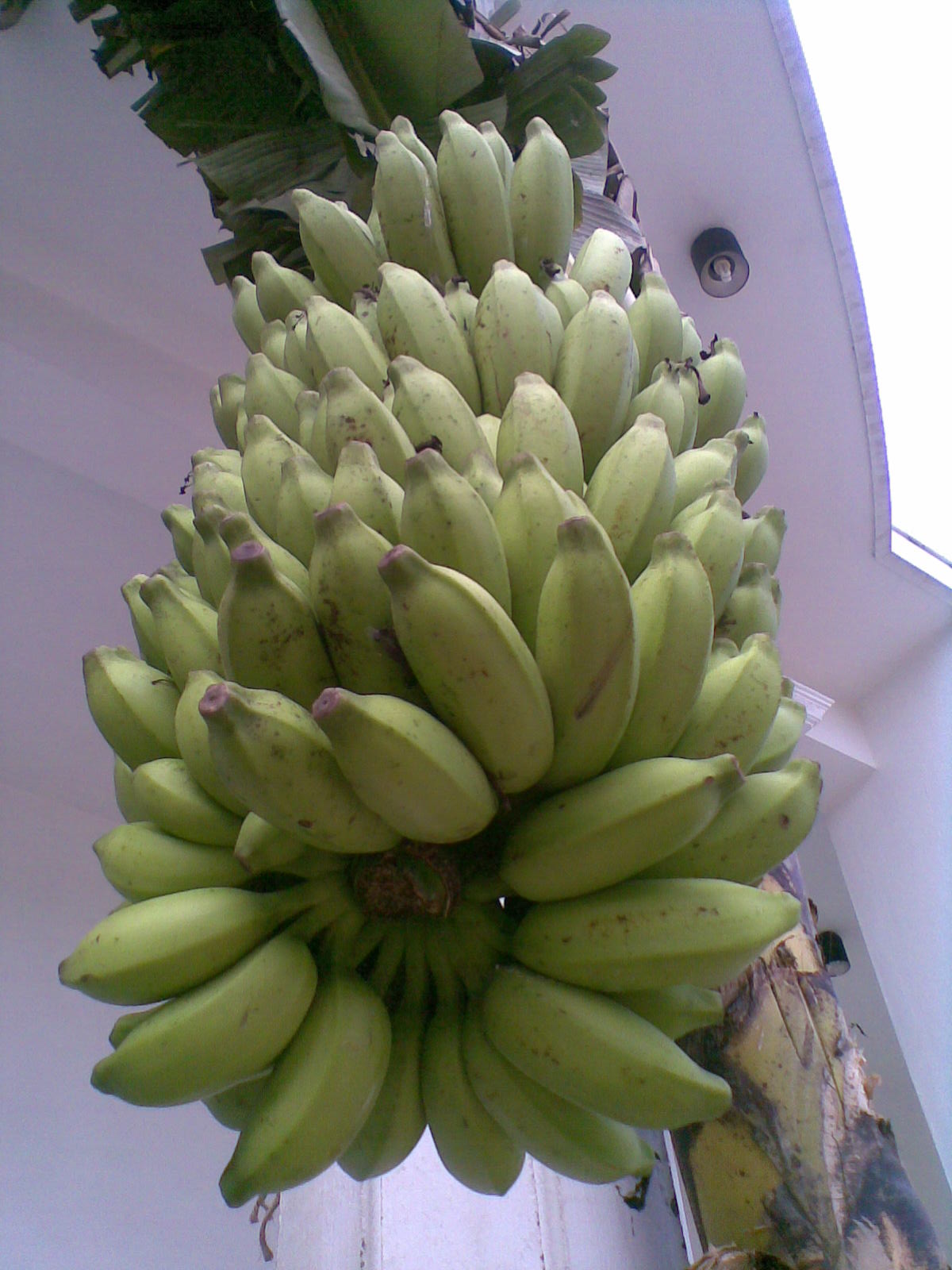
Une grappe entière de plantains.
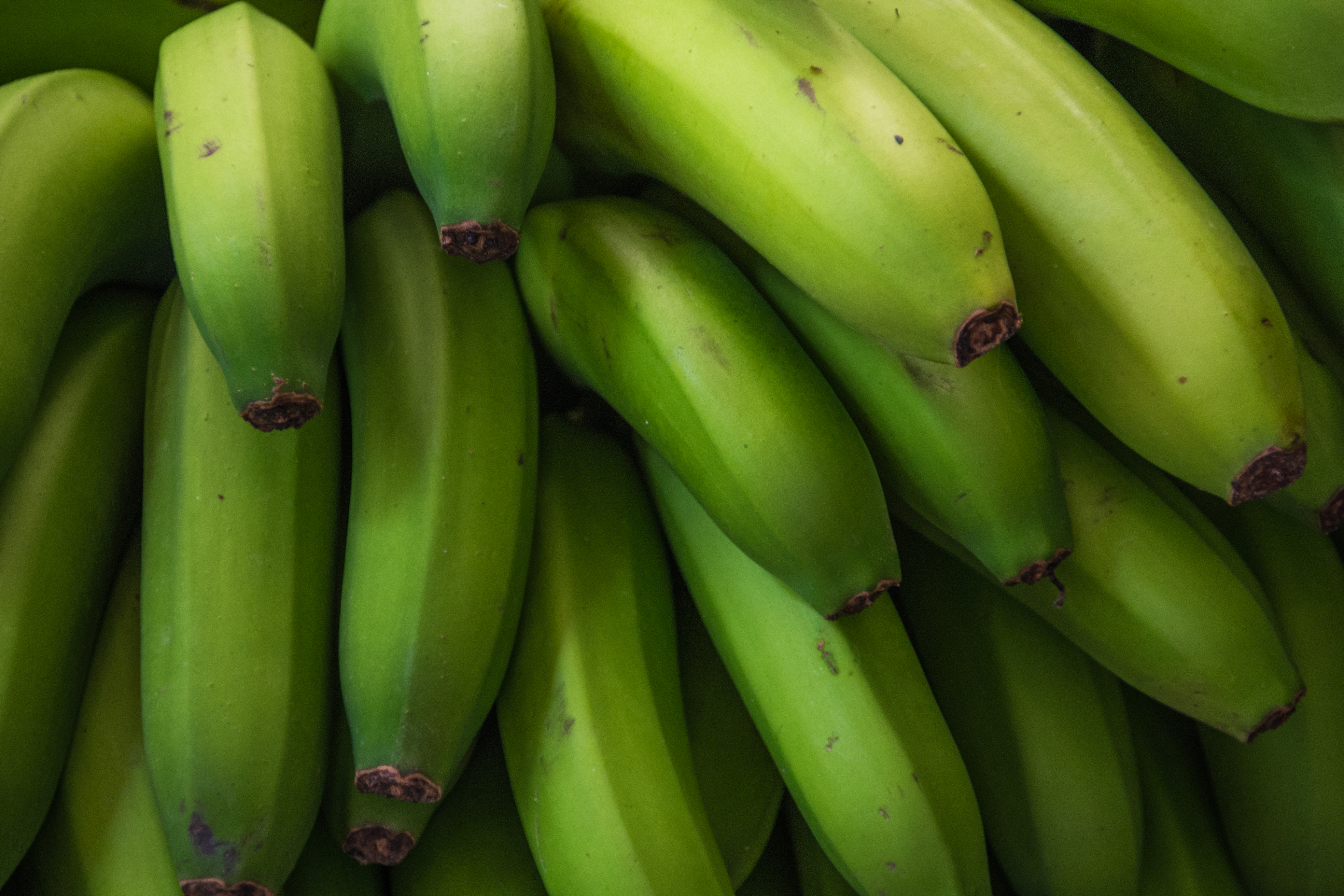
Plantain vert.
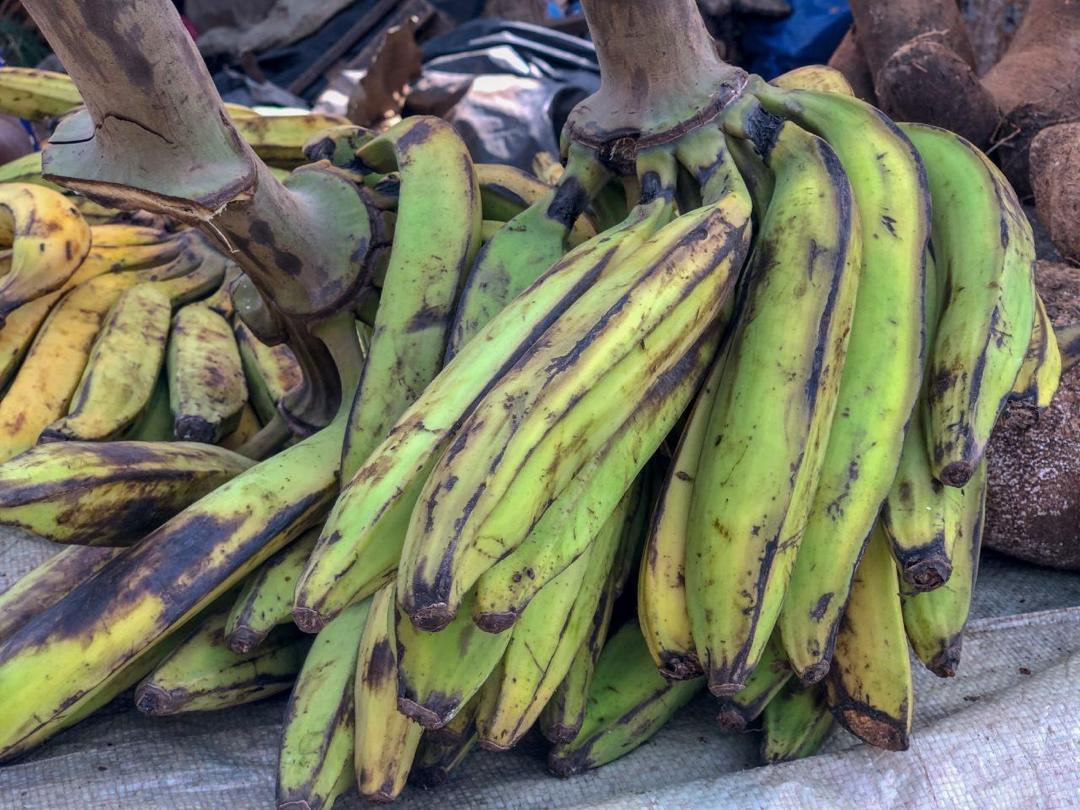
Banane plantain

## Synonymes
- Musa dacca Horan.
- Musa rosacea Jacq.
- Musa ×sapientum L.